# 반얀나무
반얀나무(Banyan, Banian) 또는 바니안나무, 바냔나무는 뽕나무과 무화과나무속의 아속 중 하나이다. 좁은 의미로는 벵골보리수(Ficus benghalensis) 또는 대만고무나무(Ficus microcarpa)와 동일시되며, 일반적으로는 분류학상 같은 특성을 지닌 반얀나무아속(Ficus subg. Urostigma) 전체를 통틀어 일컫는다.
이름의 어원은 인도양에서 교역하던 인도인 상인 집단인 반얀인(Banyans)들이 항구 근처에 있던 나무 그늘에 머무르던 것에서 유래했다.

## 생태
상록 교목에 속하며, 열대 식물 중 가장 큰 수종 중 하나로 높이가 20 미터에 달하는 경우도 있다. 나무의 씨앗이 다른 나무나 건물의 틈에서 발아한 뒤, 숙주로 삼은 나무나 건물을 덮으며 자라는 착생식물의 특징을 갖고 있다.
잎은 긴 타원형이며, 짙은 녹색으로 성숙하면 황갈색 또는 적갈색을 띈다. 받침뿌리가 많이 나 있으며, 나이가 들어갈수록 뿌리가 두껍게 성장하며 줄기와 구별이 어려워지는 특징이 있다. 오래된 나무들은 가지가 옆으로 크게 뻗어나가 넓은 면적을 뒤덮으며, 가지에서 내려온 받침뿌리의 길이가 18 미터에 달하는 경우도 있다.

## 분포
중국, 일본, 대만, 인도, 필리핀, 말레이시아 등의 아열대 및 열대 지역에 분포하며, 대부분 열대 우림 지역에 집중되어 있다. 인도 아대륙과 인도차이나반도, 말레이 제도, 서태평양 지역 이외에 플로리다주 남부, 카리브 제도, 중앙아메리카, 남아메리카 북부 등지에서도 서식한다.
세계 각지에 1,000여 종의 반얀나무가 존재하며, 벵골보리수와 대만고무나무 이외에 Ficus pertusa, Ficus citrifolia, Ficus aurea, Ficus macrophylla, Ficus rubiginosa 등의 종이 유명하다.

## 이용
이산화황, 납, 카드뮴 등의 오염 물질에 강하며, 가지가 옆으로 넓게 뻗어나가 강한 햇빛을 차단할 수 있어 가로수로 많이 활용된다.
또한 독특한 외형으로 인해 관엽식물로 많이 이용되며, 어린 나무는 화분에 심어져 분재용으로 재배된다.

## 문화
태풍 바냔의 이름의 유래가 되었으며, 인도네시아의 국장과 골카르의 로고에 반얀나무가 그려져있다.

## 사진

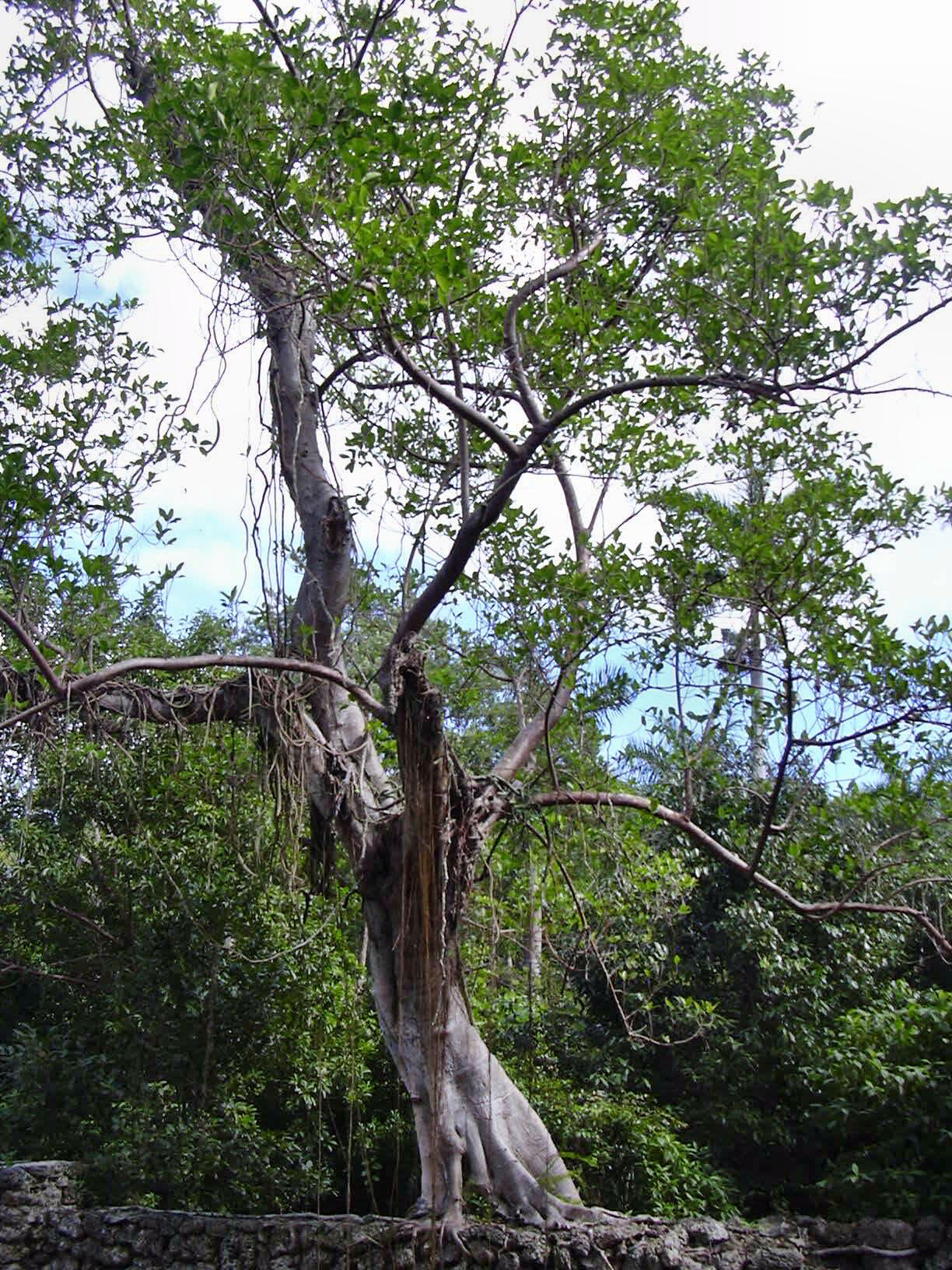
미국 플로리다주 데어링 공원에 있는 반얀나무.
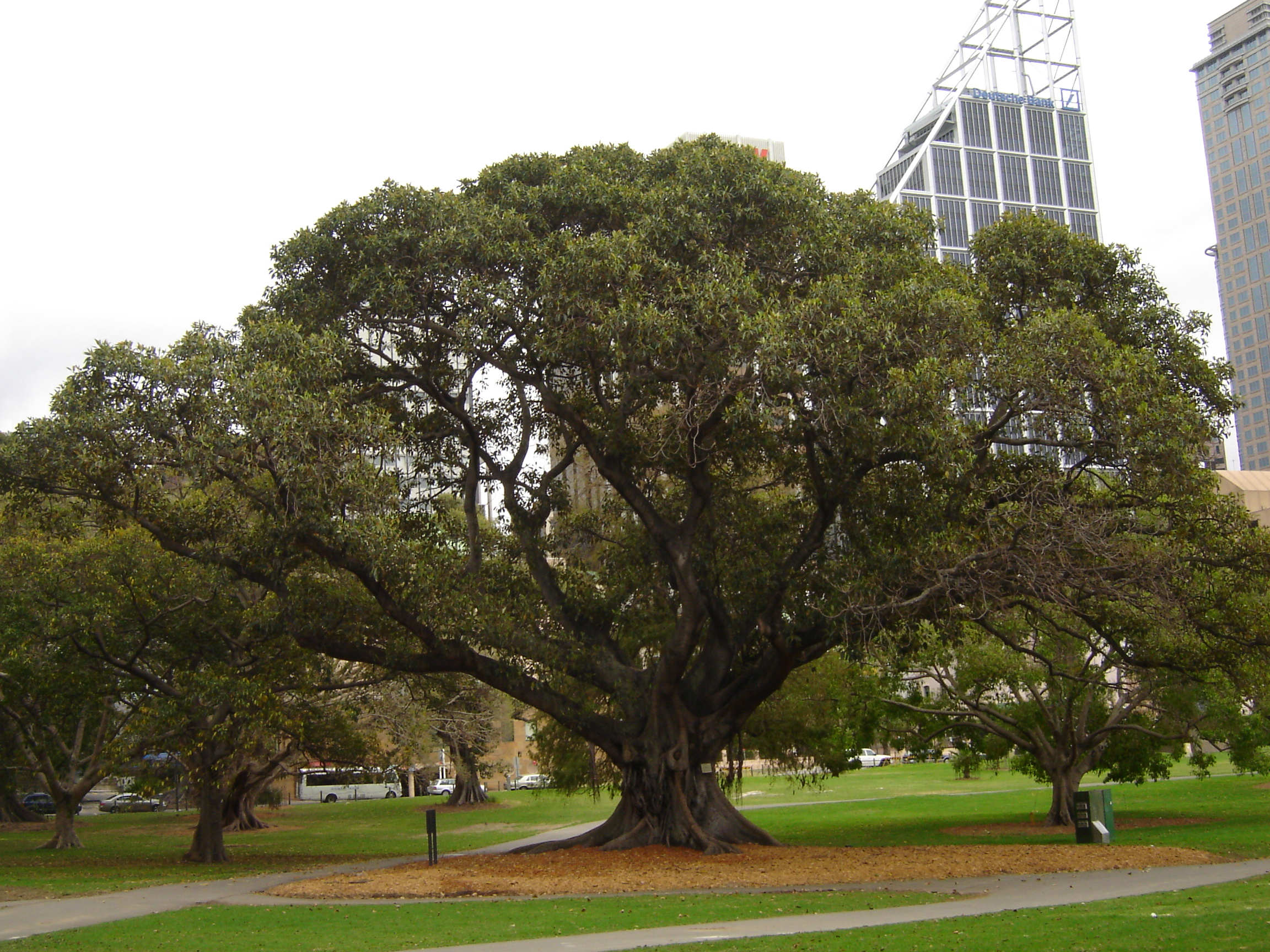
오스트레일리아 시드니 도메인에 있는 반얀나무.
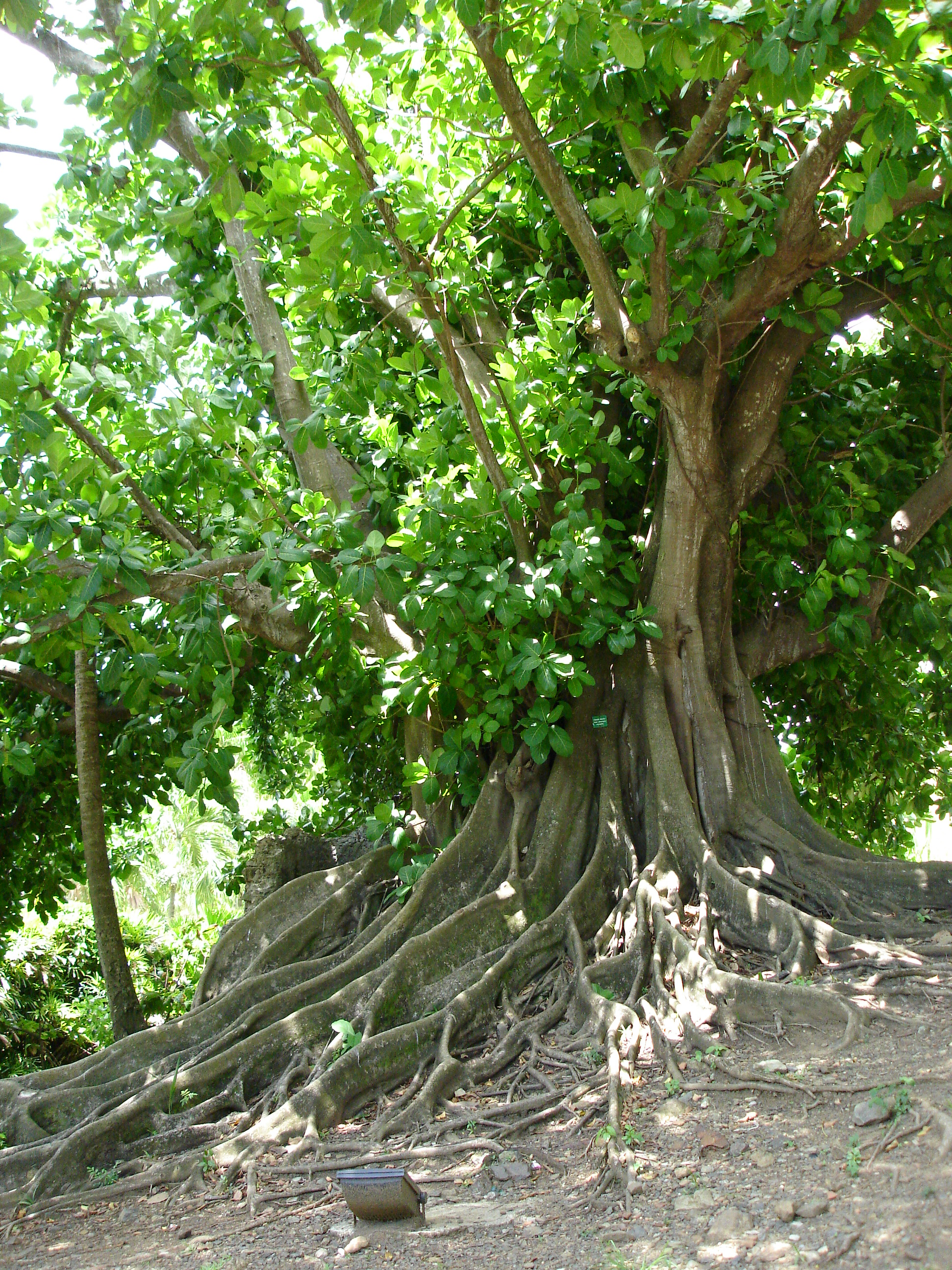
마르티니크에 있는 반얀나무.
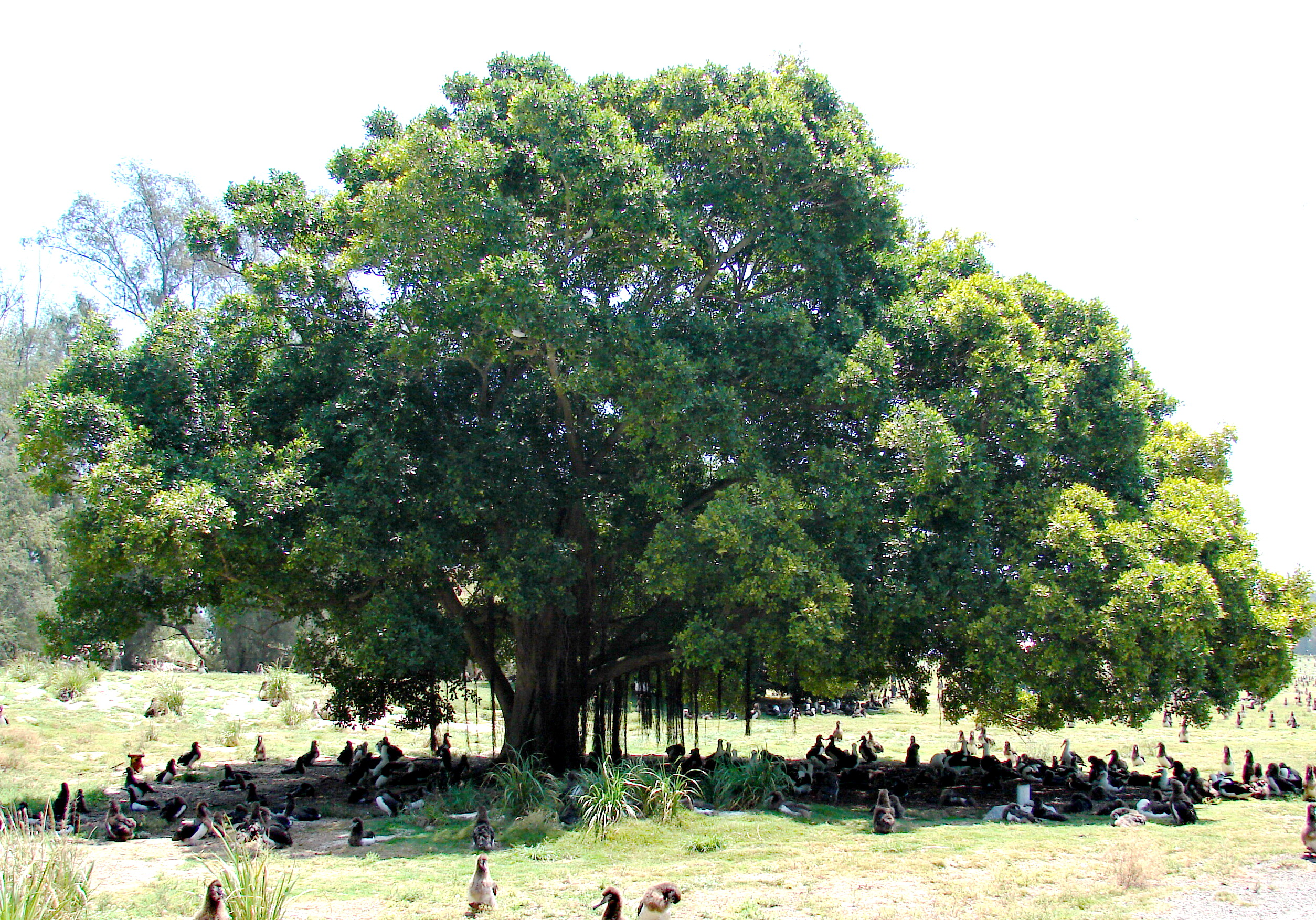
미드웨이 환초에 있는 반얀나무.

## 같이 보기
- 벵골보리수
- 대만고무나무